# Andrzej Kropiwnicki
Andrzej Kropiwnicki (ur. 27 maja 1949 w Warszawie) – polski działacz związkowy i samorządowy, nauczyciel, Honorowy obywatel miasta stołecznego Warszawy.

## Życiorys
W latach 1968–1974 studiował na Wydziale Elektrycznym Politechniki Warszawskiej, gdzie uzyskał tytuł magistra inżyniera, a w uzyskał stopień naukowy doktora. Ukończył również podyplomowe studia z zakresu fotografii naukowej i technicznej na Uniwersytecie Warszawskim.
Od 1980 przez wiele lat pracował jako nauczyciel w Zespole Szkół im. Emiliana Konopczyńskiego w Warszawie. Angażował się także w tworzenie struktur związkowych w oświacie. Po transformacji systemowej, zaangażował się w działalność samorządową. Piastował funkcję radnego Rady Dzielnicy Ochota oraz Rady Powiatu Warszawskiego. Przez cztery kadencje piastował mandat radnego do Rady m.st. Warszawy. 
Od 2006 pełni funkcję przewodniczącego Zarządu Regionu Mazowsze NSZZ „Solidarność”.
Uchwałą Rady m.st. Warszawy nr XXII/866/2025 został 26 czerwca 2025 wyróżniony tytułem Honorowego obywatela miasta stołecznego Warszawy.